# Agaricus bernardii
Agaricus bernardii là một loài nấm trong họ Agaricaceae. Nó có phần giống với Agaricus bitorquis nhưng khác nhau ở điểm nấm có mũ nâu đỏ và thân nấm cũng như mùi mặn của nó.

## Hình ảnh

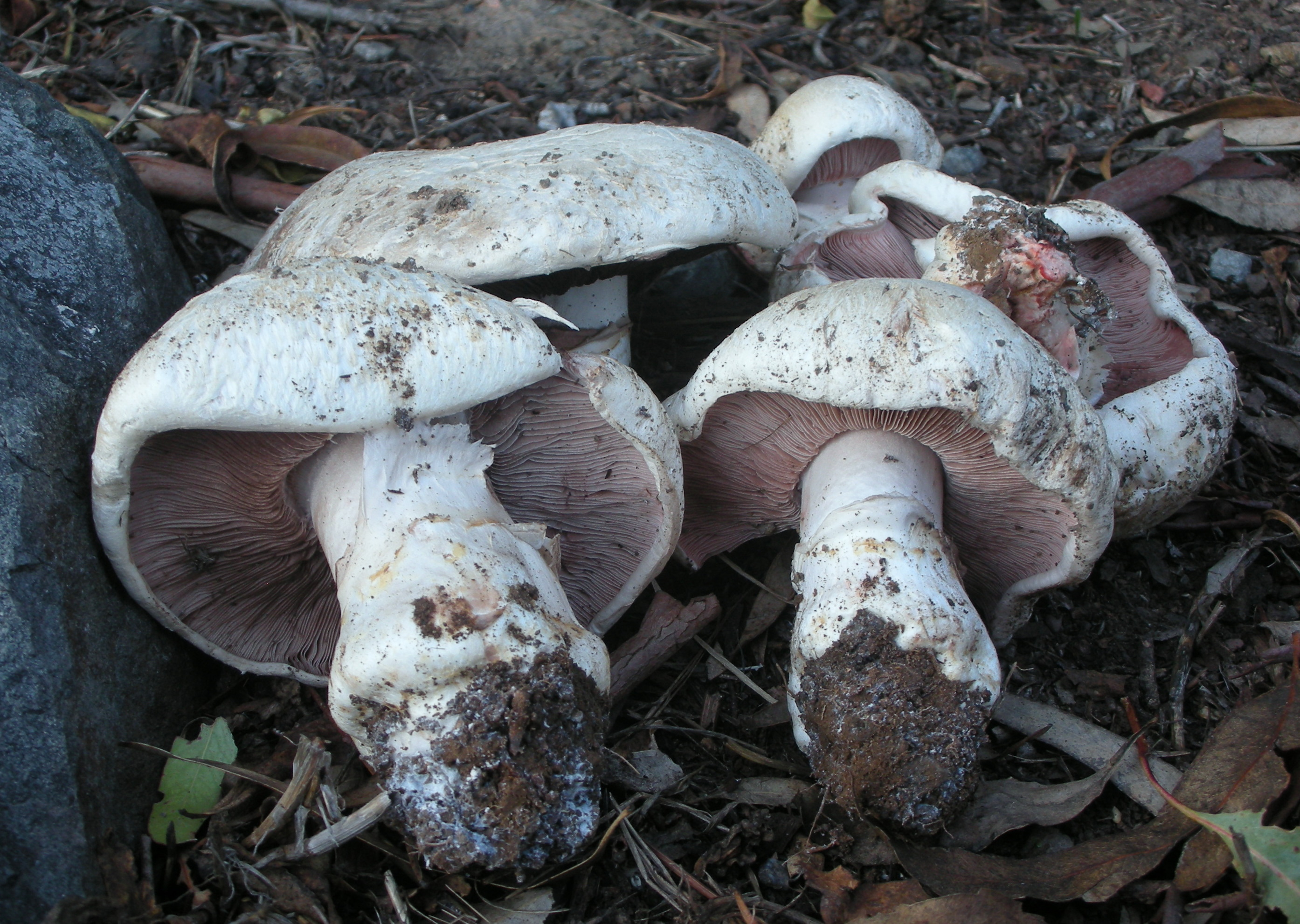
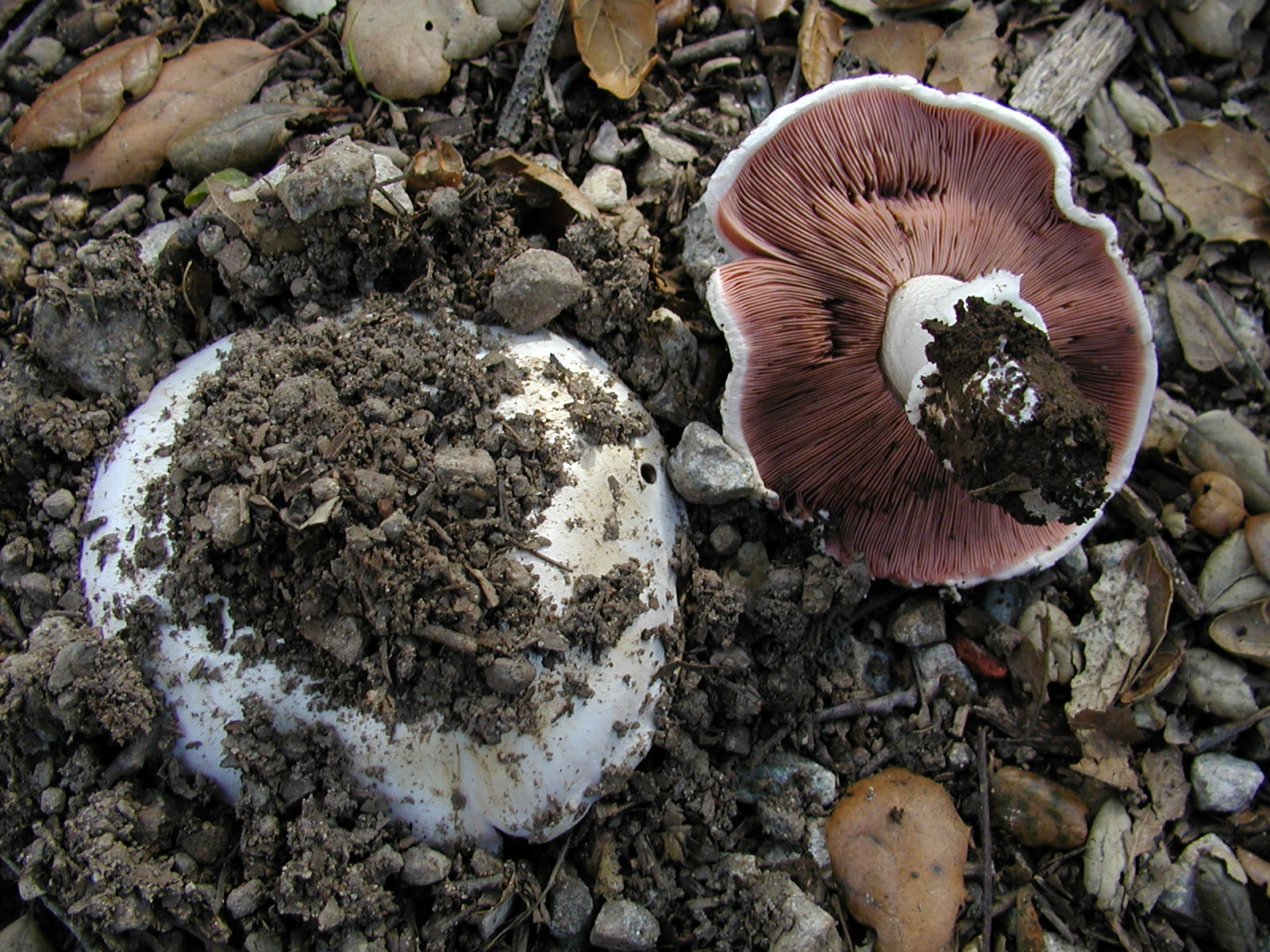
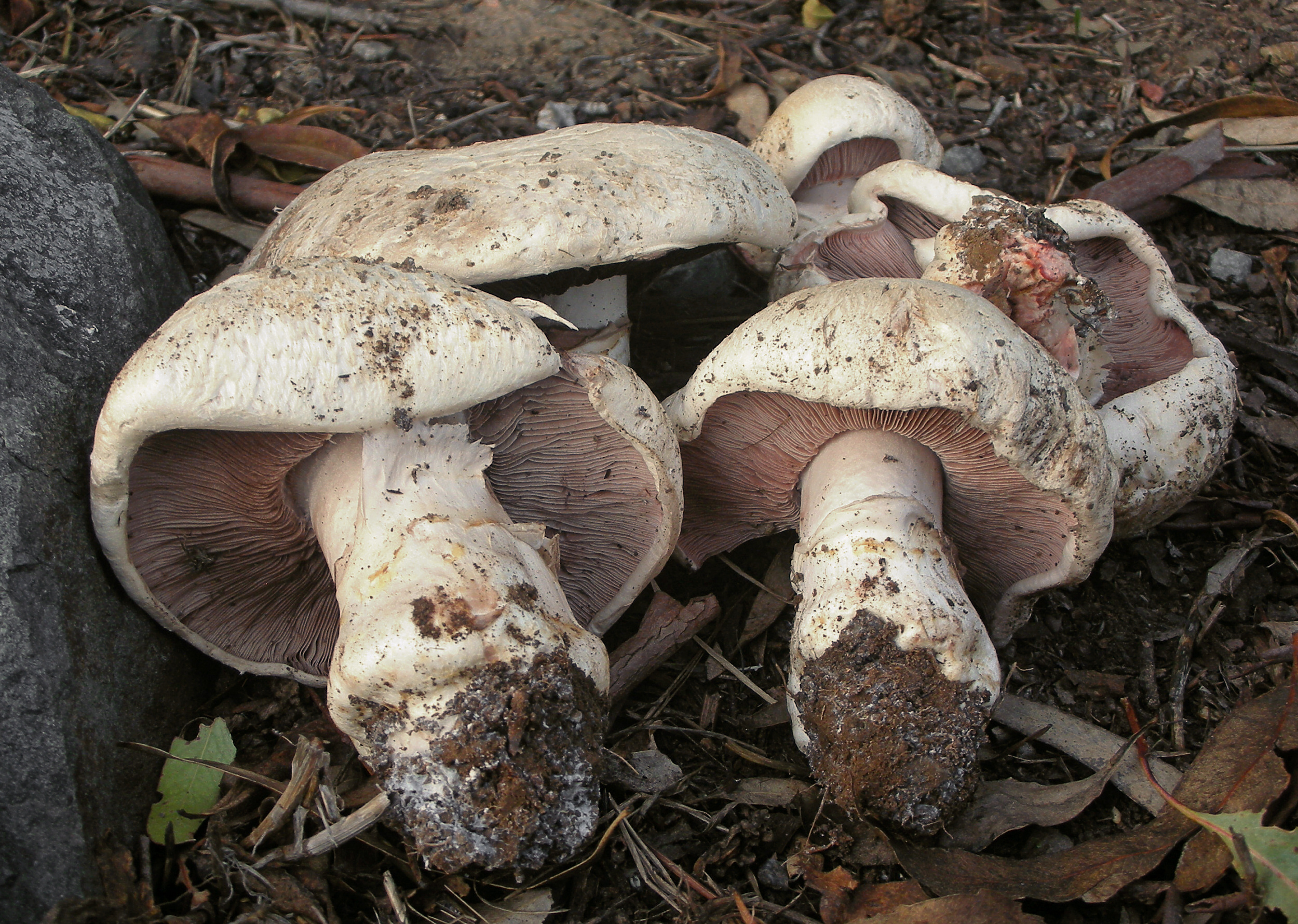